# Al-Merrikh Sporting Club 2011-2012
Questa voce raccoglie le informazioni riguardanti l'Al-Merrikh Sporting Club nelle competizioni ufficiali della stagione 2011-2012.

## Rosa
| N. |                           | Ruolo | Calciatore           |
| -- | ------------------------- | ----- | -------------------- |
| 1  | Egitto (bandiera)         | P     | Essam El-Hadary      |
| 2  | Sudan (bandiera)          | D     | Najm Eldin Abdullah  |
| 3  | Sudan (bandiera)          | D     | Mousa El Tayeb       |
| 4  | Costa d'Avorio (bandiera) | D     | Serges Wawa          |
| 6  | Sudan (bandiera)          | D     | Ahmed Abdalla (Dofr) |
| 7  | Sudan (bandiera)          | D     | Ahmed El-Basha       |
| 9  | Sudan (bandiera)          | A     | Kelechi Osunwa       |
| 10 | Nigeria (bandiera)        | C     | Stephen Worgu        |
| 11 | Sudan (bandiera)          | C     | Raji Abdel-Aati      |
| 12 | Sudan (bandiera)          | D     | Moseab Omer          |
| 14 | Sudan (bandiera)          | D     | Balla Jabir          |

| N. |                           | Ruolo | Calciatore             |
| -- | ------------------------- | ----- | ---------------------- |
| 16 | Sudan (bandiera)          | P     | Akram El Hadi Salim    |
| 17 | Sudan (bandiera)          | D     | Amer Kamal             |
| 18 | Sudan (bandiera)          | C     | Nasr Eldin El Shigail  |
| 20 | Costa d'Avorio (bandiera) | A     | Rémi Adiko             |
| 21 | Sudan (bandiera)          | P     | Mustafa Gafer          |
| 22 | Nigeria (bandiera)        | A     | Klechi Osunwa          |
| 23 | Sudan (bandiera)          | C     | Saeed Mustafa          |
| 24 | Sudan (bandiera)          | A     | Faisal Agab (capitano) |
| 25 | Sudan (bandiera)          | D     | Magdi Abd Almaged      |
| 26 | Sudan (bandiera)          | D     | Mohammed Ali El Khider |
| 30 | Sudan (bandiera)          | P     | Ehab Zoghbair          |